# Enric Ucelay-Da Cal
Enric Ucelay-Da Cal (Nova York, Estats Units, 1948) és un historiador català especialitzat en Història Contemporània. Actualment (2012) és catedràtic d'Història Contemporània de la Universitat Pompeu Fabra de Barcelona i coordinador del Grup de Recerca en Estats, Nacions i Sobiranismes, vinculat a la Universitat Pompeu Fabra.

## Biografia i estudis
Fill dels exiliats Ernesto Guerra da Cal i Margarita Ucelay, i nebot de l'arquitecta Matilde Ucelay. Entre 1965 i 1969 va estudiar al Bard College de Nova York (actual Bard University), es llicencià en Arts (Bachelor of Arts) el 1969 i fou premiat amb una Woodrow Wilson Scolarship. Acceptat a la Graduate School de la Universitat de Colúmbia de Nova York, va estudiar amb Arno Mayer i Robert Paxton (de qui fou "research assistant"). Es doctorà el 1970 amb la tesi Estat Català: The Strategies of Separation and Revolution of Catalan Radical Nationalism (1919-1933) (Ann Arbor, Michigan, USA: University Microfilms International), dirigida inicialment per Paxton i després per l'hispanista Edward Malefakis.
El 1974 es traslladà a Espanya i va reiniciar els seus estudis, aconseguint una llicenciatura en Història Contemporània a la Universitat de Barcelona el 1980 i un doctorat en història a la Universitat Autònoma de Barcelona el 1983 amb la tesi El nacionalisme radical català i la resistència a la Dictadura de Primo de Rivera, 1923-1931, dirigida per Josep Fontana i Làzaro. Per documentar-se per aquesta tesi, Ucelay-Da Cal va viatjar a nombrosos arxius de França, Itàlia, Bèlgica, Suïssa, Alemanya, Regne Unit, Portugal i, per descomptat, Espanya. El 1983 va aconseguir la ciutadania espanyola. Entre 1983 i 2021 va estar casat amb Mary Dorsey Boatwright (1947-2021), en llur nom es creà la Fundació Mary Dorsey per a l'Estudi de la Història Contemporània.

## Professor universitari
Ucelay-Da Cal ha estat professor titular d'Història Contemporània a la Universitat Autònoma de Barcelona entre 1985 i 1995, i catedràtic d'Història Contemporània a la mateixa Universitat entre 1995 i 2006; des del 2006 és catedràtic d'aquesta matèria. Ha estat visiting professor a la Universitat Duke entre febrer i abril de 1994, i a la Venice International University en el semestre de primavera de 2002, així com visiting scholar a l'École des Hautes Études de Sciences Sociales de París l'abril de 2004.
Des de fa molts anys, ha treballat amb joves investigadors i ha col·laborat amb professors com Francisco Veiga, el principal investigador espanyol sobre l'Europa de l'Est; Joan Maria Thomàs, especialista en la Falange Española; Xavier Casals, especialitzat en el neonazisme a Espanya; Ferran Gallego, historiador del nacionalisme a Bolívia i Alemanya; Florentino Rodao, el millor especialista en les relacions hispano-japoneses a les dècades de 1930 i 1940; Xosé M. Núñez Seixas, historiador especialitzat en el nacionalisme espanyol; David Martínez Fiol, que ha investigat la recepció de la Primera Guerra Mundial a Espanya; i Arnau González Vilalta, especialitzat en diversos temes d'Història Contemporània.

## Investigació històrica
Enric Ucelay-Da Cal s'ha centrat en la seva carrera professional en la història contemporània a Espanya i Catalunya, el nacionalisme espanyol i el nacionalisme català, i temes específics com el paper del separatisme català (Estat Català) durant la Segona República Espanyola i la Guerra Civil Espanyola; l'anàlisi del populisme a Espanya i les seves connexions amb Amèrica Llatina; les dinàmiques regionals vinculades a una història "nacional" general o l'antropologia de la religió com a mètode per interpretar la Guerra Civil Espanyola.

## Obres destacades
Enric Ucelay-Da Cal ha publicat més de dos-cents articles acadèmics a revistes especialitzades i és autor de llibres en espanyol, català, anglès i italià. Els seus llibres principals són: 
- La Catalunya populista: imatge, cultura i política en l'etapa republicana, 1931-1939. Barcelona: La Magrana, 1982 (ISBN 8474100925).
- Francesc Macià: una vida en imatges. Barcelona: Generalitat de Catalunya, 1984 (ISBN 8439303467).
- Macià i el seu temps. Barcelona: Diputació de Barcelona, 1985; 2a ed., 1988 (ISBN 845050774X).
- La joventut a Catalunya al segle XX: materials per a una història. Barcelona: Diputació de Barcelona, 1987 (ISBN 845055523X).
- La paz simulada: Una historia de la Guerra Fría, 1941-1991, conjuntament amb Francisco Veiga i Ángel Duarte. Madrid: Alianza Editorial, 1997; 2a ed., 2006 (ISBN 8420648272).[3]
- El imperialismo catalán: Prat de la Riba, Cambó, D'Ors y la conquista moral de España. Barcelona: Edhasa, 2003 ISBN 8435026493.[4][5][6]
- Notícia nova de Catalunya: consideracions crítiques sobre la historiografia catalana als cinquanta anys de Notícia de Catalunya de Jaume Vicens i Vives, conjuntament amb Josep Maria Fradera. Barcelona: Centre de Cultura Contemporània de Barcelona, 2005 (ISBN 8496103935).
- Contra Companys, 1936. La frustración nacionalista ante la Revolución, editat conjuntament amb Arnau González Vilalta. València: Publicacions de la Universitat de València, 2012 (ISBN 978-84-370-8818-1).
- 6 d'Octubre: la desfeta de la revolució catalanista de 1934, editat conjuntament amb Arnau González i Vilalta i Manel López. Barcelona: Base, 2014 (ISBN 978-84-16166-19-0).[7]
- «Tumulto»: Meditacions sobre l'octubre català (2017), editat conjuntament amb Arnau González i Vilalta i Plàcid Garcia-Planas. Maçanet de la Selva: Gregal, 2017 (ISBN 978-84-17082-38-3).[8]
- El catalanisme davant del feixisme, 1919-2018, coordinat amb Arnau González i Vilalta i Xosé Manoel Núñez Seixas. Maçanet de la Selva: Editorial Gregal, 2018 (ISBN 978-84-17082-73-4).
- Breve historia del separatismo catalán. Barcelona: Ediciones B, 2018. (ISBN 978-84-666-6511-7).
- L'aparença d'un poder propi. La mancomunitat de Catalunya i el catalanisme, coordinat amb Arnau González i Vilalta i Josep Pich Mitjana. Catarroja-Barcelona, Editorial Afers, 2019 (ISBN: 978-84-16260-77-5).
- Patrias diversas, ¿misma lucha? Alianzas transnacionalistas en el mundo de entreguerras (1912-1939), editat amb Xosé M. Núñez Seixas i Arnau González i Vilalta. Barcelona, Ediciones Bellaterra, 2020 (ISBN: 978-84- 7290-990-8).
- El Mediterrani Català (1931-1939), un inèdit contemporani, dirigit per Enric Ucelay-Da Cal, Susanna Tavera, Àngel Duarte i David Martínez Fiol, edició d'Arnau González i Vilalta. Maçanet de la Selva, Editorial Aledis, 2022 [inèdit des de 1995] (ISBN: 978-84-124555-2-6).
- El Fascio de las Ramblas, Los orígenes catalanes del fascismo español, amb Xavier Casals Meseguer. Barcelona, Pasado y Presente, 2023 (ISBN: 978-84-125954-6-8).
- La Cataluña populista. Imagen, cultura y política en la etapa republicana (1931-1939), Madrid, Taurus, 2024 (ISBN: 978-84-306-2652-6).